# Afrikanische Jugend-Charta

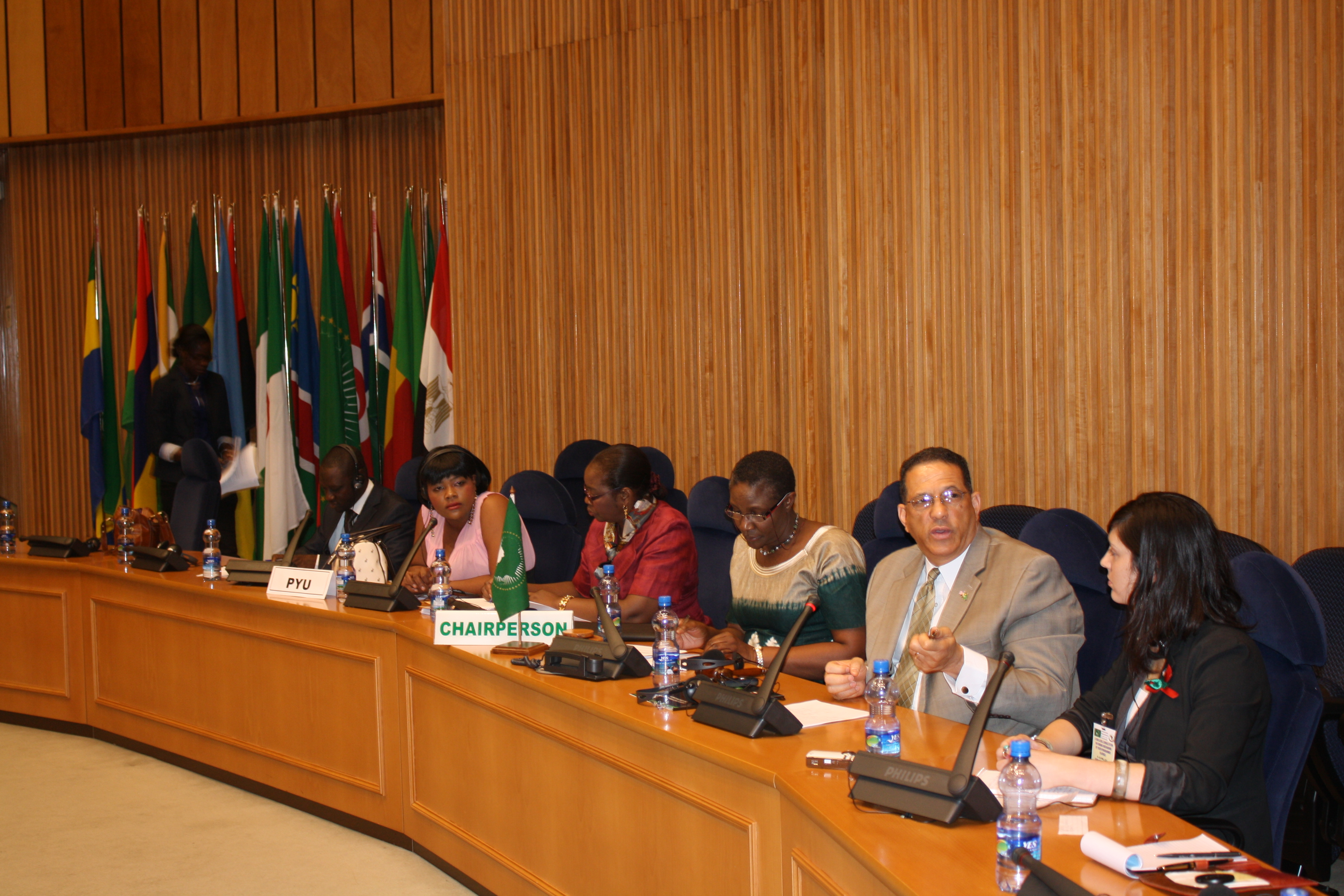
Das Afrikanische Jugendforum im April 2011 in Addis Abeba

Die Afrikanische Jugend-Charta (englisch: African Youth Charter, kurz: AYC) wurde im Jahr 2006 von den Staaten der Afrikanischen Union beschlossen und soll die Rechte und Chancen der Jugendlichen auf dem Kontinent verbessern.

## Beschluss
Die Charta wurde am 2. Juli 2006 im Rahmen siebten ordentlichen Sitzung der Generalversammlung der Afrikanischen Union in der gambischen Hauptstadt Banjul beschlossen. Als erste Nation ratifizierte Mali die Jugend-Charta am 25. Oktober 2006, bis Juni 2017 haben 38 afrikanische Staaten die Charta offiziell ratifiziert. Nachdem 15 Staaten das Abkommen ratifiziert hatten, trat das Abkommen am 8. August 2009 in Kraft.

## Inhalt
Die Charta ist in drei Teile gegliedert, die Präambel, den Hauptteil des Textes zu Rechten und Pflichten der Jugend und einen letzten Teil mit formalen Verfügungen.

### Präambel
In der Präambel wird die enorme Bedeutung der Jugend für den afrikanischen Kontinent hervorgehoben:
Überzeugt, dass Afrikas großartigste Ressource seine jugendliche Bevölkerung ist und dass die Afrikaner durch deren Aktivität und Partizipation die Probleme, die zurückliegen, hinter sich lassen können.
Außerdem werden zahlreiche Probleme der afrikanischen Jugend benannt, wie die hohe Zahl HIV-Infizierter, die weitverbreitete Armut oder die niedrige Alphabetisierungsquote.

### Rechte und Pflichten der Jugend
In 28 Artikeln werden Rechte und Pflichten der afrikanischen Jugend festgeschrieben. Dazu zählen:
- Artikel 1: Die Unterzeichnerstaaten müssen die Rechten und Pflichten, die in der Charta festgeschrieben sind, anerkennen und die notwendigen Schritte ergreifen, diese in ihrem Land umzusetzen
- Artikel 2: Kein Jugendlicher sollte diskriminiert werden
- Artikel 3: Jeder Jugendliche hat das Recht auf Freizügigkeit
- Artikel 4: Jeder Jugendliche hat das Recht, Ideen und Meinungen zu entwickeln und diese auszudrücken
- Artikel 5: Vereinigungs- und Versammlungsfreiheit für Jugendliche
- Artikel 6: Jugendliche hat Gedanken-, Religions- und Gewissensfreiheit
- Artikel 10: Jeder Jugendliche soll die Möglichkeit haben, sich sozial, kulturell, politisch und ökonomisch fortzuentwickeln
- Artikel 12: Die Unterzeichnerstaaten sind verpflichtet, eine nationale Jugendpolitik zu entwickeln
- Artikel 13: Jeder Jugendliche hat das Recht auf gute Bildung
- Artikel 16: Jeder Jugendliche sollte Zugang zu guter medizinischer Versorgung haben
- Artikel 26: Die Jugend hat eine Verantwortung gegenüber der Familie, der Gesellschaft, dem Staat und der internationalen Gemeinschaft. Sie haben daher die Pflicht, ihre Eltern zu ehren, die Bürgerpflichten wahrzunehmen und sich an der Entwicklung ihres Landes zu beteiligen[4]

## Umsetzung
Zur Umsetzung der Jugend-Charta wurde ein Aktionsplan für die Jugenddekade 2009–2018 erarbeitet, der konkrete Schritte zur Umsetzung der Ziel enthält. Mit dem afrikanischen Jugendforum, dem panafrikanischen Jugendparlament und der Organisation der afrikanischen Jugend sind Institutionen entstandenen, die sich für die Umsetzung der Charta einsetzen. Am 1. Juni 2006 fand anlässlich des 10. Jubiläums des Beschlusses der Charta eine Veranstaltung in Banjul statt, bei der unter anderem der Präsident des pan-afrikanischen Jugendparlamentes und der gambische Jugendminister sprachen.